# プエルト・バリオス
座標: 北緯15度44分6秒 西経88度36分0秒 / 北緯15.73500度 西経88.60000度
プエルト・バリオス（Puerto Barrios）は、グアテマラ、イサバル県の県都。ホンジュラス湾の中にあるアマティケ湾に臨む港町であり、かつてカリブ海貿易の中心として繁栄した。

## 概要
プエルト・バリオスは1873年にグアテマラの大統領となり、自由主義的改革によって知られるフスト・ルフィーノ・バリオスによって1880年代に建設され、町の名前も大統領にちなんでいる。その後、1908年にグアテマラシティとの間を結ぶ鉄道が主にユナイテッド・フルーツ社の出資によって開通し、ニューヨークやニューオーリンズへバナナを出荷するための港として繁栄した。しかし、1970年代にユナイテッド・フルーツ社はデルモンテに売却され、プエルト・バリオスの繁栄は終わりを告げた。
なお、カリブ海貿易の中心はプエルト・バリオス港ではなく、近くのサント・トマス・デ・カスティージャに移っている。1976年のグアテマラ地震でプエルト・バリオス港は大きな被害を受け、サント・トマス・デ・カスティージャに機能が移されて新たな中心的貿易港になった。

## 交通
首都グアテマラシティの間にハイウェイ(CA-9)が走っている。
リビングストンおよびベリーズのプンタ・ゴルタとの間にフェリーが運航している。
かつてはグアテマラシティとの空の便があったが、現在は廃止されている。